# Admiralita (Petrohrad)
Budova admirality (rusky Адмиралте́йство) patří k pozoruhodnostem města na Něvském prospektu v Petrohradu. Je ukázkou ruského klasicismu.

## Historie
Na místě dnešní budovy vznikly první loděnice již za vlády Petra I. Velikého Právě z tohoto místa byly vysílány na moře první lodě Baltské flotily Ruského impéria. Budova vznikala v letech 1761 až 1811. Vybudovaná je v klasicistním architektonickém stylu. Nejvýznamnějším architektem, který se podílel na její stavbě byl Adrian Zacharov. Později sloužila pro administrativní účely a od roku 1925 byla využívána jako námořní škola.

## Popis budovy
Budova je dlouhá 407 metrů. Její věž s pozlaceným vrcholem má výšku 72 metrů a sloužila dlouho jako maják. Klasicistní budova je vyzdobena sochami z antické mytologie. Pozoruhodnou je i velká oblouková brána budovy Admirality. Před budovou se nachází turisty velmi obdivovaná fontána.